# Црна ријека (притока Врбање)
Црна ријека је десна притока Врбање и граница између општина Котор Варош и Челинац. Извире на западним падинама планине Узломац, на надморској висини од око 420 м. Њено ушће је у мјесту Црна Ријека, око 216 м над морем,
- географска ширина: 44° 41'4.21 " и
- дужина: 17° 21'0.5 ".

Ова Црна ријека тече у правцу сјевезоисток-југозападу, а има само једну (лијеву) притоку: Дуги поток, која је дужа од Црне ријеке (извор на око 480 м н/в). Тече у смјеру исток-запад, а у Црну ријеку улијева се реку непосредно прије њеног ушћа.